# Mastax
Mastax  (лат.) — род жуков-бомбардиров из семейства жужелиц.

## Распространение
Азия, Африка (тропики и субтропики).

## Описание
Переднеспинка с двумя продольными килями близ середины. Последний членик челюстных щупиков заострен.

## Классификация
Около 30 видов. В России встречается один вид Mastax thermarum.
- Mastax thermarum (Steven, 1806: 166)typus
  - Brachinus thermarum Steven, 1806.